# Dorcadion arietinum
Dorcadion arietinum es una especie de escarabajo longicornio de la subfamilia Lamiinae. Fue descrita científicamente por Jakovlev en 1897.
Se distribuye por Kazajistán. Mide 16,5-19 milímetros de longitud. El período de vuelo ocurre en los meses de junio y julio.